# Lão hổ thượng sơn
Lão hổ thượng sơn (cọp tinh trên núi) là bài quyền được Hội nghị chuyên môn toàn quốc lần 1 của Liên đoàn võ thuật cổ truyền Việt Nam tổ chức tại Thành phố Hồ Chí Minh năm 1993 chọn đưa vào chương trình đào tạo, thi đấu và biểu diễn bắt buộc của tất cả các môn phái võ thuật cổ truyền trong toàn quốc.

## Lịch sử
Xuất xứ ban đầu của bài thuộc võ phái Nam Tông, một võ phái cổ truyền Việt Nam do võ sư Lê Văn Kiển (tục gọi là thầy Tám Kiển) sáng lập, có gốc ban đầu từ Thiếu Lâm Bạch Hạc, Trung Quốc. Lão hổ thượng sơn là bài quyền trấn môn của võ phái này nên trước đây chỉ được truyền dạy cho học trò cao cấp.

## Bài thiệu
1: Bạch hổ khởi động
Chấp thủ khai mã
Song thủ phá cước
Đồng tử dâng quả
Lưỡng thủ khai môn
2: Đại bàng triển dực
Đơn tọa phục hổ
Hữu thủ yểm tâm
Hồi đầu thoái tọa
Tả thủ yểm tâm
Nhất cước phá đao
3: Hồi mã đả hổ
Nhất quyền đả khứ
Lão hổ vồ mồi
Trửu phong đả bồi
Song đao phạt mộc
4: Hoành thân thoái toạ
Song phi cước khứ
Long quyền đả khứ
Tả hữu đả diện
Cuồng phong tróc nã
5: Thối tọa hữu biên
Tả thủ phá cước
Hoành thân phục hổ
Hữu thủ yểm tâm
Ngũ phong đả diện
6: Thoái tọa tả biên
Hữu cước đảo địa
Đơn tọa phục hổ
Tả thủ yểm tâm
Ngũ phong đả diện
7: Hoành thân đoạt ngọc
Tả cước tảo địa
Đơn tọa phục hổ
Hữu thủ yểm tâm
Lưỡng thủ vạn năng
8: Âm dương nhứt bộ
Đơn tọa phục hổ
Tả thủ yểm tâm
Long quyền đoạt nhãn
Lưỡng thủ tả cước
9: Thanh sư xuất động
Hoành thân /thoái toạ
Hữu thủ yểm tâm
Long quyền đoạt nhãn
Lưỡng thủ hữu cước
10: Tàng hoa đơn toạ
Tướng quân bạt kiếm
Bái tổ thâu mã.

## Đặc điểm
Dựa trên hình tượng của hổ một trong 5 loài đó là: Long - Hổ - Báo - Hạc - Xà. Hổ là loài được xếp vào hàng chúa sơn lâm, bài quyền mang thần thái uy nghi, tự chủ. Các chiêu thức dựa trên triết lý "dĩ nhu chế cương" nên dứt khoát mà không thô kệch, cứng rắn; mạnh mẽ nhưng biến ảo trong những thủ pháp đặc dị. Bộ pháp và Thân pháp nhịp nhàng biến hóa, hỗ trợ cho thủ pháp luôn che phủ kín thân mình khi phòng thủ và dũng mãnh khi tấn công. Khi chậm thì ung dung, thư thái, khi nhanh thì uy lực, dữ dội.
Võ sư Lê Văn Phước, con trai của chưởng môn Lê Văn Kiển - giải thích về chữ "Lão hổ" trong tên bài quyền: Có sự ngộ nhận cho rằng Lão Hổ có nghĩa là cọp già. Thật ra phải thấy được hình tượng ẩn giấu đằng sau ngôn từ đó mới hiểu được dụng ý của người xưa. Lão Hổ ở đây hàm ý là cọp đạt tới mức tinh thông lão luyện, vượt qua ngọn núi thử thách, là hành trình mà bất cứ bậc cao thủ nào cũng phải đi qua.